# (170) Maria
(170) Maria és un asteroide que forma part del cinturó d'asteroides i va ser descobert per Henri Joseph Anastase Perrotin en 1877.

## Descobriment i denominació
Maria va ser descobert per Henri Perrotin el 10 de gener de 1877 des de l'observatori de Tolosa de Llenguadoc, França, i independentment per Christian Heinrich Friedrich Peters el 22 de gener del mateix any des de l'observatori Litchfield de Clinton, als Estats Units d'Amèrica. Rep el nom en honor de la germana de l'astrònom italià Antonio Abetti (1846-1928).

## Característiques orbitals
Maria orbita a una distància mitjana del Sol de 2,553 ua, podent apropar-se fins a 2,393 ua i allunyar-se fins a 2,713 ua. La seva excentricitat és 0,06264 i la inclinació orbital 14,39°. Triga a completar una òrbita al voltant del Sol 1490 dies.Dona nom a la família asteroidal de María, una de les cinc famílies d'Hirayama.

## Característiques físiques
La magnitud absoluta de Maria és 9,39. Té un diàmetre de 44,3 km i un període de rotació de 13,12 hores. La seva albedo s'estima en 0,1579. Maria està classificat en el tipus espectral S.